# آرنه سلموسون
آرنه سلموسون (سوئدی: Arne Selmosson; ۲۹ مارس ۱۹۳۱ – ۱۹ فوریهٔ ۲۰۰۲) بازیکن فوتبال اهل سوئد بود.
از باشگاه‌هایی که در آن بازی کرده‌است می‌توان به باشگاه فوتبال آ.اس. رم، باشگاه ورزشی لاتزیو، و باشگاه فوتبال اودینزه اشاره کرد.
وی همچنین در تیم ملی فوتبال سوئد بازی کرده‌است.